# Bressanone
Bressanone (în germană Brixen) este un oraș universitar de limbă germană din Provincia Bolzano, regiunea Trentino-Alto Adige, din Italia, cu o populație de 22.816 locuitori (1 ianuarie 2023) și o suprafață de 84,7 km².

## Demografie
Bressanone - evoluția demografică

|  | Graficele sunt indisponibile din cauza unor probleme tehnice. Mai multe informații se găsesc la Phabricator și la wiki-ul MediaWiki. |

Date: Recensăminte sau birourile de statistică - grafică realizată de Wikipedia